# Krise am Roten Meer

Huthigebiet und Attacken auf Schiffe

Die Krise am Roten Meer begann am 19. Oktober 2023, als die von der Islamischen Republik Iran unterstützten Ansar Allah (Houthi-Bewegung) im Jemen Israel mit Raketen und bewaffneten Drohnen angriff, mit dem erklärten Ziel, die Israelische Invasion im Gazastreifen zu stoppen. Die Angriffe wurden von Israels Arrow-Raketenabwehrraketen zerstört; andere verfehlten ihre Ziele oder wurden von der israelischen Luftwaffe, der US-Marine und der französischen Marine abgefangen. Seit diesem Zeitpunkt unternehmen die Ansar Allah Angriffe gegen Handels- und Marineschiffe im Roten Meer, besonders im Gebiet der Meerenge des Golf von Adens. Dies wurde von den Vereinigten Staaten mit mehreren hundert Angriffen auf Raketenstellungen und andere Ziele im Jemen durch US-Streitkräften und verbündeten Streitkräften beantwortet. Speziell die Angriffe auf Schiffe haben eine militärische Reaktion einer Reihe von Ländern hervorgerufen. Die Vereinigten Staaten, die die Operation Prosperity Guardian zum Schutz der Schifffahrtsroute ins Leben gerufen haben, griffen Huthi-Schiffe im Roten Meer an. Seit dem 12. Januar 2024 führen die USA und das Vereinigte Königreich die Serie von Raketenangriffen der Koalition gegen die Huthis an, während andere Länder unabhängig voneinander begonnen haben, in den Gewässern vor dem Jemen zu patrouillieren.
Die Huthis beschlagnahmten oder versenkten seit Oktober 2023 mehrere zivil betriebene Frachtschiffe, die in der Nähe der jemenitischen Küste unterwegs waren. Sie erklärten jede mit Israel verbundene Schifffahrt als legitimes Ziel, jedoch wurden auch mehrere Schiffe ohne offensichtliche Verbindung zu Israel angegriffen. Sie würden die Angriffe fortsetzen, bis Israel seine Kriegshandlungen im Gazastreifens einstellen werde. Ansar Allah greift insbesondere im Bab-el-Mandeb, als südliches „Seetor“ zum Suezkanal Ägyptens Schiffe an; Handelsschiffen werden seitdem teilweise mittels der Passage um Südafrika umgeleitet.
Die Krise im Roten Meer ist Teil eines umfassenderen Stellvertreterkriegs zwischen den Vereinigten Staaten und dem Iran, dem Israel-Hamas Krieg, dem „Proxy Conflict“ zwischen Iran und Israel sowie der zu dem Zeitpunkt nahezu 10 Jahre anhaltenden Krieg im Yemen.

## Hintergrund

### Huthis im Jemen
Die Huthi-Bewegung ist eine vom Iran unterstützte schiitische Organisation, die de facto die Kontrolle über Teile des Jemen ausübt, obwohl sie nicht die international anerkannte Regierung des Landes ist. Die Machtübernahme der Huthi im Jemen im Jahr 2014 führte zur Übernahme der Hauptstadt Sanaa durch die Gruppe, aber der Anti-Huthi-Präsidialrat wird von der internationalen Gemeinschaft nach wie vor als legitime Regierung des Jemen anerkannt. Nachdem sich dieser Konflikt zu einem andauernden Bürgerkrieg ausgeweitet hatte, wurden Millionen von Bewohnern innerhalb des Landes vertrieben, und eine von Saudi-Arabien angeführte Koalition reagierte mit der Verhängung einer Blockade des Jemen. Diese zusammen führten dazu, dass die Wirtschaft um die Hälfte schrumpfte und die Ernährungsunsicherheit stark zunahm. Seit 2017 herrscht im Jemen eine der schlimmsten Hungersnöte der Welt.
Die Milizen der Huthi-Bewegung kontrollieren seit 2014 einen beträchtlichen Teil des Küstengebiets des Landes entlang des Roten Meeres. Der Bürgerkrieg hat zu umfangreichen Binnenvertreibungen, einer von Saudi-Arabien geführten Seeblockade und einer Blockade der Ölexporte geführt, die alle seit 2016 zu einer Hungersnot im Jemen beigetragen haben, einer der schlimmsten Hungersnöte der Welt.

### Huthis und der Krieg zwischen Israel und der Hamas

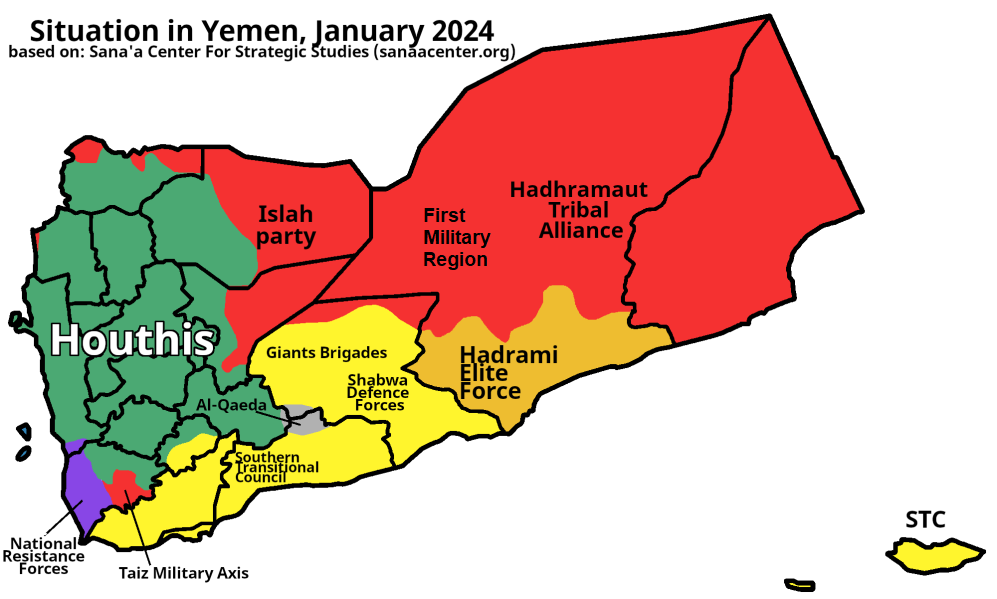
Gebiete, die 2024 von der Huthi-Bewegung kontrolliert werden, grün eingefärbt

Nach dem von der Hamas angeführten Angriff auf Israel am 7. Oktober 2023, der den Krieg zwischen Israel und der Hamas auslöste, bekundeten zahlreiche vom Iran unterstützte militante Gruppen im gesamten Nahen Osten (einschließlich der Huthis) ihre Unterstützung für die Palästinenser und drohten mit einem Angriff auf Israel. Huthi-Führer Abdul-Malik al-Houthi warnte die Vereinigten Staaten vor einer Intervention zur Unterstützung Israels und drohte, dass eine solche Intervention mit Drohnen- und Raketenangriffen beantwortet werden würde. Um ihre Angriffe im Roten Meer zu beenden, forderten die Huthis einen Waffenstillstand im Krieg zwischen Israel und der Hamas und ein Ende der damit einhergehenden israelischen Blockade des Gazastreifens.

### Waffen der Huthi-Milizen
Nach Angaben von Armament Research Services sind die Huthi-Waffen meist russischer, chinesischer oder iranischer Herkunft. Es ist bekannt, dass sie Boden-Boden-Raketen, Seezielflugkörper, Artillerieraketen, sogenannte Loitering Weapons (deutsch: „lauernde Waffen“) und unbemannte Luftfahrzeuge (UAVs) einsetzen. Die Miliz verfügt über zahlreiche Raketen- und UAV-Typen (darunter auch solche, die Israel erreichen können), so unter anderem:
- Toufan – eine auf dem iranischen Ghadr-Raketentyp basierende[23] Mittelstreckenrakete mit einer Reichweite von 1.800 km (1.100 Meilen)[24], möglicherweise sogar bis zu 1.950 km.[23]
- Marschflugkörper – u. a. von der iranischen Soumar-Familie, mit einer Reichweite von etwa 2.000 km (1.200 Meilen).[24]
- Quds-2-Marschflugkörper – angeblich mit einer Reichweite von 1.350 km, aber für einen Angriff auf Israel gemacht.[25]
- Samad-3 und Samad-4 – UAVs/Loitering Munition mit Reichweiten von bis zu 1.800 km (1.100 Meilen).[25]
- Wa'id-Drohnen – ähnlich wie die iranische Shahed 136, Loitering Munition mit einer Reichweite von 2.500 km (1.600 Meilen).[25]
- Sayyed – ein aus den Quds-Marschflugkörpern entwickelter Seezielflugkörper mit vermutlich einer Reichweite von bis zu 800 km.[23]

## Chronologie der Ereignisse

### Oktober 2023
Am 19. Oktober 2023 teilten US-Beamte mit, dass der Zerstörer Carney der US-Marine drei landgestützte Marschflugkörper und mehrere Drohnen abgeschossen habe, die von den Huthis im Jemen in Richtung Israel abgefeuert worden waren. Dies war die erste Aktion des US-Militärs zur Verteidigung Israels seit Ausbruch des Krieges. Später wurde berichtet, dass das Schiff vier Marschflugkörper und 15 Drohnen abgeschossen habe. Eine weitere Rakete wurde Berichten zufolge von Saudi-Arabien abgefangen.
Am 27. Oktober 2023 wurden aus dem Bereich des südlichen Roten Meeres zwei Loitering Weapons abgefeuert. Nach Angaben von Beamten der Israelischen Verteidigungskräfte (IDF) war das Ziel Israel, aber die Flugkörper überquerten nicht die Grenze zu Israel, sondern gingen auf ägyptischem Gebiet nieder. Einer traf ein Gebäude neben einem Krankenhaus in Taba (Ägypten), wobei sechs Personen verletzt wurden, der andere wurde in der Nähe eines Elektrizitätswerks nahe der Stadt Nuweiba in Ägypten abgeschossen. Ein Huthi-Beamter veröffentlichte später nach dem Absturz der Drohne in Taba einen Ein-Wort-Post auf Twitter, in dem er die nahe gelegene israelische Stadt Eilat erwähnte.
Am 31. Oktober wurde in Eilat, im Kibbuz Eilot und im Gebiet des Industrieparks Shahorit Luftalarm wegen des Eindringens von feindlichen Flugobjekten, die vom Roten Meer aus anflogen, ausgelöst. Die anfliegenden Flugkörper konnten erfolgreich abgefangen werden. Das Arrow-Raketenabwehrsystem zerstörte hierbei eine ballistische Rakete und die israelische Luftwaffe fing mehrere Marschflugkörper ab, die in Richtung Eilat steuerten. Die Huthis übernahmen die Verantwortung für diese Attacken. Ein Marschflugkörper wurde von einem F-35i Adir-Jet abgeschossen. Der Abschuss der Rakete durch das Arrow-Raketenabwehrsystem wer der erste Einsatz dieses Abwehrsystems im Kontext des Krieges zwischen Israel und der Hamas. Nach Angaben israelischer Beamter ereignete sich das Abfangen über der Erdatmosphäre über der Negev-Wüste, was es zum ersten Fall eines Weltraumkriegs in der Geschichte macht.

### November 2023
Am 1. November, gegen 00:45 Uhr, konnte die IDF weitere Raketen und Drohnen, die zuvor aus dem Jemen abgefeuert und südlich von Eilat identifiziert worden waren, abfangen. Eine US-amerikanische MQ-9-Drohne wurde am 8. November vor der Küste des Jemen von der Huthi-Luftabwehr abgeschossen; Das Pentagon hatte zuvor erklärt, dass MQ-9-Drohnen über Gaza zum Einsatz kämen, um Informationen zu sammeln und um so die israelischen Bemühungen zur Geiselbefreiung zu unterstützen. Am 9. November feuerten die Huthis eine Rakete auf die Stadt Eilat ab. Die Rakete wurde von einer Arrow-3-Rakete zerstört, es war dies das erste Mal, dass eine Abwehrrakete dieses Modells eingesetzt wurde.
Am 14. November feuerten die Huthis erneut zahlreiche Raketen ab, von denen eine auf die Stadt Eilat gerichtet war. Die Rakete wurde nach Angaben israelischer Beamter von einer Arrow-Rakete abgefangen. Am folgenden Tag sagten US-Beamte, dass der US-Zerstörer Thomas Hudner eine Drohne abgeschossen habe, die aus dem Jemen abgefeuert worden war und auf sie zusteuerte.
Am 19. November 2023 kaperten die Huthi das Frachtschiff Galaxy Leader im Roten Meer. Dern Israelischen Streitkräften zufolge soll es sich weder um ein israelisches Schiff, noch um israelische Besatzungsmitglieder gehandelt haben. Das Schiff sei unter der Flagge der Bahamas gefahren. Das Schiff soll dem Unternehmen Ray Carriers gehören, das von dem israelisch-britischen Geschäftsmann Abraham Ungar gegründet wurde.
Am 22. November feuerten die Huthis einen Marschflugkörper auf die Stadt Eilat ab. Israelische Beamte sagten, die Rakete sei erfolgreich von einer F-35 abgeschossen worden. Am 23. November 2023 teilten US-Beamte mit, dass die Thomas Hudner mehrere vom Jemen aus gestartete Angriffsdrohnen abgeschossen habe.
Ein US-Beamter, der anonym bleiben wollte, teilte am 25. November 2023 gegenüber der Agentur The Associated Press mit, eine iranische mutmaßliche Shahed-136 Drohne habe ein unter der Flagge Maltas fahrendes Schiff im Indischen Ozean angegriffen und beschädigt. Das Schiff gehöre dem israelischen Milliardär Idan Ofer.
In der Nacht zum 27. November 2023 teilte die US-Marine mit, das gekaperte Tankschiff Central Park nach einem Notruf befreit zu haben. Fünf Bewaffnete seien dabei durch Besatzung der Mason festgenommen worden, nachdem sie nach der Forderung zur Freigabe des Schiffes geflohen waren.
Am 29. November 2023 teilten US-Beamte mit, dass der Zerstörer Carney eine Huthi-KAS-04-Drohne abgeschossen habe, als sich das Kriegsschiff dem Bab-el-Mandeb näherte. Am 30. November 2023 berichteten saudische Medien, dass ein israelischer Luftangriff eine Explosion in einem Waffenlager der Huthi in Sanaa, der Hauptstadt des Jemen, verursacht habe. Huthi-Vertreter dementierten den Bericht und erklärten, dass stattdessen eine Tankstelle getroffen wurde. Ein Mitglied des Politbüros der Huthis, Hezam al-Asad, sagte, die Explosion sei durch die Überreste einer Bombe verursacht worden, die aus dem jemenitischen Bürgerkrieg übrig geblieben sei.

### Dezember 2023
Am 6. Dezember 2023 feuerte die Huthi-Bewegung mehrere ballistische Raketen auf israelische Militärposten in Eilat ab. Am gleichen Tag gelang dem US-Zerstörer Mason der Abschuss einer Drohne, die im Jemen gestartet worden war. Es gab keine klaren Hinweise auf das Ziel.
Am 10. Dezember 2023 schoss die Fregatte Languedoc der französischen Marine, die seit dem 1. Dezember im Rahmen der europäischen Operation Agenor im Roten Meer operierte, zwei Drohnen ab, die von al-Hudaida aus, einem von den Huthi gehaltenen Hafen, gestartet worden waren. Am 11. Dezember 2023 wurde der norwegische Öltanker Strinda bei einem nächtlichen Angriff von einem Huthi-Seezielflugkörper getroffen, das Schiff geriet zeitweise in Brand. Die Languedoc griff erneut ein, fing eine Huthi-Drohne ab, die auf den beschädigten Tanker zielte, und stellte sich anschließend in den Schutz des Schiffes, um weitere Angriffe zu verhindern. Das Feuer konnte unter Kontrolle gebracht werden, es gab keine Verletzten. Das Schiff wurde später von dem US-Zerstörer Mason gesichert und aus der Bedrohungszone in den Golf von Aden eskortiert. Nur wenige Tage später, am 13. Dezember, kam die Mason dem unter der Flagge der Marshallinseln laufenden Tanker Ardmore Encounter (30.063 BRZ) zu Hilfe, der im südlichen Roten Meer von Huthi-Motorbooten attackiert worden war (vermutlich mit der Absicht, das Schiff zu entern). Der Zerstörer konnte die Angreifer erfolgreich abdrängen. Nach dem erfolglosen Angriff mit den Motorbooten feuerten die Huthi zwei Raketen und eine Drohne auf die Ardmore Encounter ab, wobei jedoch die beiden Raketen aus unklaren Gründen das Ziel verfehlten und die Drohne von der Mason abgeschossen wurde. Der Tanker konnte ohne Schäden seine Fahrt fortsetzen.
In der Nacht vom 15. auf den 16. Dezember 2023 schoss der britische Zerstörer HMS Diamond mit einer mit einer Aster ein unbemanntes Luftfahrzeug ab.
Am 16. Dezember feuerten die Huthi laut eigenen Angaben mehrere Drohnenschwärme in Richtung Eilat ab, wobei alleine die US-Marine 14 Drohnen abfangen konnte; die ägyptischen Luftverteidigungskräfte schossen ferner ein Objekt in der Nähe von Dahab ab.
Mitte Dezember wurden innerhalb weniger Tage mindestens drei Frachtschiffe von den Huthi angegriffen.
Am 18. Dezember 2023 sandte die indische Marine den Zerstörer Kolkata zur maritimen Unterstützung in den Golf von Aden. Das Schwesterschiff Kochi war bereits in der Region stationiert, um somalische Piraten zu bekämpfen, obwohl die indische Regierung über ihre Beteiligung an der Operation Prosperity Guardian schweigt.
Bis zum 21. Dezember 2023 verzeichnete der Hafen von Eilat, der Israel über das Rote Meer den einzigen einfachen Schiffszugang nach Asien bietet, ohne den Suezkanal durchqueren zu müssen, aufgrund der Huthi-Aktion einen Rückgang der Aktivitäten um 85 Prozent. Am 23. Dezember wurde der unter der Flagge Liberias laufende Chemikalientanker Chem Pluto (12.226 BRZ) etwa 200 Seemeilen südwestlich von Veraval von einem Seezielflugkörper oder einer Drohne der Huthi am Heck getroffen und geriet zeitweise in Brand. Personenschäden entstanden keine. Das beschädigte Schiff gehört dem japanischen Konzern Rio Brillante und wird von der in den Niederlanden ansässigen Firma Ace Quantum Chemical Tankers betrieben, an der auch der israelische Milliardär Idan Ofer beteiligt ist. Am 26. Dezember wurde der Tanker von indischen Kriegsschiffen sicher nach Mumbai eingebracht. Zur Attacke auf den Tanker bekannte sich niemand. Das Pentagon teilte später mit, dass eine aus dem Iran gestartete Drohne die Chem Pluto im Indischen Ozean getroffen habe. Das iranische Außenministerium wies diese Vorwürfe der USA indessen zurück und bezeichnete sie als „haltlos“. Die Besatzung des Schiffes bestand aus 21 Indern und einem vietnamesischen Staatsbürger.
Am 26. Dezember 2023 erklärten die Huthis, sie hätten Drohnenangriffe auf Eilat und andere Teile Israels durchgeführt. Die USA vermeldeten den Abschuss von zwölf Drohnen und fünf Raketen, die israelischen Streitkräfte erklärten, sie hätten vor der Küste des Sinai einen Flugkörper abgefangen, der auf Israel gezielt habe.
Am 30. Dezember wurde das Containerschiff Maersk Hangzhou (153.774 BRZ) der Mærsk Line von einem Seezielflugkörper getroffen, das große Schiff erlitt aber nur geringfügige Schäden und konnte seine Fahrt fortsetzen. Auf den Hilferuf des Schiffes reagierten die beiden US-Zerstörer Gravely und Laboon, die nachfolgend zwei weitere von den Huthi abgefeuerte Raketen abfangen konnten. In den Morgenstunden des 31. Dezember, gegen 6:30 Uhr, näherten sich vier Huthi-Motorboote der Maersk Hangzhou in Enterabsicht, wobei es zu einem Schusswechsel zwischen den Huthi-Piraten und bewaffneten Sicherungskräften an Bord des Containerschiffes kam. Helikopter des Zerstörers Gravely sowie des US-Flugzeugträgers Dwight D. Eisenhower kamen dem attackierten Containerschiff daraufhin zu Hilfe und versenkten drei der angreifenden Boote; die Huthi erklärten später, dass bei der Versenkung der Boote zehn Angehörige der Miliz getötet worden seien.

### Januar 2024

Karte der Luftangriffe

Am 4. Januar, nur wenige Stunden nach der Warnung, schossen die Huthis ein unbemanntes Überwasserschiff (USV) in Richtung der US-Marine und von Handelsschiffen, aber es detonierte weit über eine Seemeile (1,9 km) von den Schiffen entfernt.
Am 7. Januar erklärte die Huthi-Bewegung, dass die Vergeltungsangriffe gegen die US-Marine fortgesetzt würden, wenn die USA jene Marineangehörigen, die im Dezember 2023 bei den Angriffen auf Piratenboote der Huthi (siehe oben) zehn Mitglieder der Miliz getötet hatten, nicht ausliefern würden, damit sie im Jemen vor Gericht gestellt werden können. Am 7. Januar entsandte die pakistanische Marine zwei Fregatten der Tughril-Klasse, Tughril und Taimur, nach dem Arabischen Meer, nachdem es zu „jüngsten Vorfällen mit der maritimen Sicherheit“ gekommen sei.
Am 10. Januar unternahmen die Huthis einen Großangriff auf den Flugzeugträger Dwight D. Eisenhower sowie dessen Begleitschiffe, darunter die US-Zerstörer Gravely, Laboon und Mason sowie der britische Zerstörer Diamond, bei dem mindestens 21 UAVs und Raketen abgefeuert wurden. Die Angriffe konnten von den involvierten Schiffen zur Gänze abgewehrt werden, Schäden oder Personalverluste entstanden an Bord der alliierten Schiffe keine.
Am 11. Januar kaperte eine vom Expeditionary Transfer Dock Lewis B. Puller mit Helikoptern abgesetzte Kommandoeinheit der United States Navy SEALs in einer nächtlichen Operation eine Dau vor der Küste Somalias, deren Ladung für die Huthi-Miliz bestimmt war. An Bord wurden in Iran hergestellte Raketenkomponenten (darunter Antriebs- und Steuerbauteile) und andere Waffen aufgefunden. Das Schiff, welches als nicht seetauglich angesehen wurde, wurde später versenkt und seine 14-köpfige Besatzung festgenommen. Während der Operation wurde ein SEAL in der Dunkelheit und in stürmischem Wetter von Wellen ins Meer gerissen, einer seiner Teamkollegen sprang ihm hinterher, um Hilfe zu leisten; beide SEALs galten daraufhin zunächst als vermisst. Beide SEALs wurden schließlich vom US-Militär für tot erklärt, nachdem eine zehntägige Suche nach ihnen erfolglos geblieben war.
Am 12. Januar führten die USA und Großbritannien mit Unterstützung mehrerer anderer Länder Luftangriffe gegen mehr als ein Dutzend Huthi-Ziele im Jemen durch, nur wenige Stunden nachdem der Anführer der Gruppe geschworen hatte, dass jeder amerikanische Angriff auf ihre Streitkräfte „nicht ohne Antwort bleiben“ würde. Die Angriffe waren das erste Mal seit Beginn der Krise am Roten Meer, dass Ziele der Huthi im Jemen angegriffen wurden. Mehr als 150 Geschosse und Tomahawk-Raketen trafen 28 Orte in den von den Huthi kontrollierten Gebieten. Die Huthis erklärten, fünf ihrer Kämpfer seien getötet und sechs weitere verletzt worden. Einen Tag später führten die USA einen weiteren Angriff auf eine Huthi-Radaranlage in Sanaa durch. Am 14. Januar wurden amerikanische und britische Luftangriffe auf Hodeida gemeldet, und Berichten zufolge wurden Spionageflugzeuge in der Nähe des Gebiets gesichtet. Berichte deuteten auch darauf hin, dass Israel an den Angriffen beteiligt war. Die USA dementierten am selben Tag.
Am 14. Januar feuerten die Huthis von Hodeida aus einen Anti-Schiffs-Marschflugkörper in Richtung USS Laboon ab. Die Rakete wurde von einem Kampfjet abgeschossen, bevor sie Schaden anrichten konnte.
Am 16. Januar griffen die USA vier ballistische Anti-Schiffs-Raketen der Huthi an, als diese für Schiffe im Roten Meer vorbereitet wurden. Am folgenden Tag traf eine vierte Runde von US-Angriffen 14 Raketen in den von den Huthi kontrollierten Gebieten. Am 22. Januar, in der achten Runde der Angriffe auf die Huthis, führten die USA und Großbritannien Luftangriffe gegen acht Huthi-Ziele in der Nähe des Flugplatzes von Sanaa durch.
Am 21. Januar 2024 nahm die französische Fregatte Elsass nach der Durchfahrt durch den Suezkanal an Verteidigungsoperationen im Roten Meer teil und verstärkte die französischen Mittel, die angesichts der Angriffe der Huthi auf die internationale Schifffahrt in der Region stationiert sind.
Am 24. Januar behaupteten die Huthi, US-Zerstörer und andere Kriegsschiffe im Roten Meer angegriffen zu haben. Dieser Angriff soll eine Reaktion auf die Operation Poseidon Archer sein. Die Huthi behaupteten, während des Angriffs einen US-Zerstörer direkt mit einer Rakete getroffen zu haben. Dieser Angriff wurde von der Regierung der Vereinigten Staaten bestritten.
In der Nacht vom 26. auf den 27. Januar kam die französische Fregatte Elsass einem im Golf von Aden brennenden Öltanker zu Hilfe, zusammen mit den indischen und amerikanischen Zerstörern INS Visakhapatnam und USS Carney. Das Feuer auf dem Tanker Marlin Luanda wurde durch eine Rakete verursacht, die aus dem Jemen abgefeuert wurde. Nach 20 Stunden konnte es unter Kontrolle gebracht werden, ohne dass es Verletzte gab.
Am 29. Januar lief die dänische Fregatte HDMS Iver Huitfeldt vom Marinestützpunkt Korsør ins Rote Meer aus, um die US-geführte Koalition bei der Sicherung des Handelsverkehrs gegen Huthi-Angriffe zu unterstützen. Am 31. Januar kündigte der Spitzendiplomat der Europäischen Union, Josep Borrell, an, dass der Block plant, innerhalb der nächsten drei Wochen eine Marinemission zum Schutz der Handelsschifffahrt im Roten Meer zu starten, und Beamte erklärten, dass sieben EU-Mitgliedstaaten bereit seien, militärische Ausrüstung zur Verfügung zu stellen. Ein Berater von Borrell erklärte, dass der Starttermin der Mission der 19. Februar sein sollte. Borrell fügte hinzu, dass die Mission „Aspides“ heißen würde, was übersetzt Beschützer bedeutet.

### Februar 2024
Am 2. Februar behaupteten die Huthis, sie hätten eine ballistische Rakete in Richtung Eilat abgefeuert. Die IDF teilte auch mit, dass das Arrow-Abwehrsystem eine Rakete über dem Roten Meer abgefangen habe. Am 3. Februar, einen Tag nach den Luftangriffen im Irak und in Syrien, führten die USA und Großbritannien Angriffe auf 36 Huthi-Stellungen durch, darunter unterirdische Einrichtungen, Lager- und Einsatzstätten für Drohnen, Raketensysteme, Radare und Hubschrauber an 13 verschiedenen Orten in den von den Huthi kontrollierten Teilen des Jemen, um deren Fähigkeiten zu schwächen. Der Huthi-Vertreter Mohammed Al-Bukhaiti erklärte, dass sie als Reaktion auf die Bombenangriffe „einer Eskalation mit einer Eskalation begegnen“ würden.
Am 8. Februar lief die deutsche Fregatte Hessen mit rund 240 Soldaten an Bord von Wilhelmshaven ins Rote Meer aus, um die bevorstehende EU-Mission zu unterstützen.
Am 10. Februar listeten die offiziellen Huthi-Medien die Namen von 17 Kämpfern auf, die bei gemeinsamen Angriffen der USA und Großbritanniens getötet wurden. Die Ankündigung erfolgte nach öffentlichen Beerdigungen in Sanaa.
Am 15. Februar gab die US-Armee bekannt, dass die Küstenwache ein Schiff aus dem Iran beschlagnahmt habe, das am 28. Januar in den von den Huthi kontrollierten Jemen unterwegs sei. Die US-Armee erklärte, das Schiff habe fortschrittliche Waffen und andere „tödliche Hilfe“ an Bord gehabt. Es enthielt mehr als 200 Pakete mit Komponenten für ballistische Raketen und Marinedrohnen, Sprengstoff, Kommunikationsausrüstung und Teile für Panzerabwehrraketenwerfer.
Am 19. Februar kündigte die Europäische Union den Beginn der Marinemission Operation Aspides an, die die Entsendung von Kriegsschiffen und die Bereitstellung von Frühwarnsystemen in das Rote Meer und die umliegenden Gewässer vorsieht. Der Start wurde vom italienischen Außenminister Antonio Tajani bestätigt. Frankreich, Deutschland, Italien und Belgien kündigten ihre Absicht an, sich an der Operation zu beteiligen. Operation Aspides wird seinen Hauptsitz in Larissa, Griechenland, haben. Die Operation darf nicht präventiv angreifen und wird nur dann auf die Huthis feuern, wenn sie zuerst angreifen. Die Operation wird nur auf See durchgeführt und keine Militärschläge durchführen oder sich daran beteiligen. Am selben Tag behaupteten die Huthis, sie hätten eine MQ-9 Reaper-Drohne über dem Roten Meer abgeschossen. US-Beamte bestätigten den Vorfall und fügten hinzu, dass die Drohne der US-Luftwaffe gehörte und vor der Küste von Hodeidah abgestürzt sei.
Am 20. Februar gab Frankreich bekannt, dass es zwei Huthi-Drohnen über dem Roten Meer abgeschossen habe, während das CENTCOM den Abschuss von zehn bombentragenden Drohnen und einem Marschflugkörper auf die USS Laboon bekannt gab. Die Huthis behaupteten, sie hätten Eilat und eine Reihe amerikanischer Kriegsschiffe im Roten Meer und im Arabischen Meer mit Drohnen angegriffen.
Am 22. Februar schickte das Koordinationszentrum für humanitäre Operationen der Huthis Erklärungen an Schifffahrtsversicherer und -firmen, in denen ein formelles Verbot von Schiffen im Roten Meer, im Golf von Aden und im Arabischen Meer angekündigt wurde, die sich im Besitz oder teilweise im Besitz israelischer, britischer oder amerikanischer Einrichtungen oder Einzelpersonen befinden. Das Verbot betraf auch Schiffe, die unter der Flagge der genannten Nationen fuhren. Die Erklärung kam, als die Huthis Drohnen und ballistische Raketen auf Eilat und einen amerikanischen Zerstörer im Roten Meer abfeuerten, obwohl keiner von ihnen ihr Ziel traf, so die Behörden. Die Huthis feuerten jedoch erfolgreich zwei Raketen auf ein unter der Flagge von Palau fahrendes Frachtschiff namens Islander ab, was ein Feuer auslöste und einen Seemann an Bord des Schiffes verwundete, obwohl das Schiff seine Transportroute fortsetzte. Huthi-Führer Abdul-Malik al-Houthi sagte in einer Erklärung ebenfalls, dass die Operationen im Roten Meer und in den umliegenden Gewässern fortgesetzt, eskaliert und effektiv seien, und kündigte die Einführung von „U-Boot-Waffen“ an, ohne weitere Details zu nennen.
Am 24. Februar führten die USA und Großbritannien ihre vierte Runde gemeinsamer Luftangriffe durch, bei denen 18 Huthi-Ziele an acht Orten getroffen wurden. Das britische Verteidigungsministerium teilte mit, dass vier Typhoon-Kampfjets der Royal Air Force, unterstützt von zwei Voyager-Tankern, an den Angriffen beteiligt waren. Die offizielle Nachrichtenagentur der Huthis berichtete, dass bei den Angriffen ein Zivilist getötet und acht weitere verletzt wurden, was sie zu den ersten zivilen Opfern bei US-amerikanischen und britischen Luftangriffen macht.
Am 26. Februar wurden Schäden an unterseeischen Kommunikationskabeln im Roten Meer gemeldet. Erste Berichte von Branchenquellen, afrikanischer und israelischer Presse brachten dies mit Huthi-Angriffen in Verbindung, die von der internationalen Presse vorhergesagt wurden, während Seacom nicht in der Lage war, die Ursache zu bestätigen. In Pressemitteilungen von Seacom und Flag Telecom wurde die Schwierigkeit der Reparatur aufgrund der Krise in der Schifffahrt beschrieben. Die Huthi-Führer bestritten eine Beteiligung. Am selben Tag beschloss Griechenland, die griechische Fregatte Hydra ins Rote Meer zu entsenden, um die Operation Aspides zu unterstützen. Ebenfalls am 26. Februar feuerte die deutsche Hessen zwei Standard Missile 2 auf eine amerikanische MQ-9 „Reaper“-Drohne ab. Die Raketen verfehlten ihr Ziel und fielen ins Meer.
Am 27. Februar erklärte Huthi-Führer Mohammed al-Huthi, dass sie eine Bergungsaktion nur dann zulassen würden, wenn humanitäre Hilfe in den Gazastreifen geschickt werde. Am selben Tag fing die Fregatte Hessen zwei Huthi-Drohnen ab (eine davon mit ihrer 76-mm-Kanone, die andere mit ihrem CIWS-System), als diese das Marineschiff ins Visier nahmen, was es zum ersten Seegefecht der deutschen Marine im Rahmen der Operation Aspides machte. Die Rubymar, die Anfang Februar von den Huthis angegriffen wurde, begann auf dem Weg nach Norden zu sinken und sank bis zum 2. März 2024.

### März 2024
Am 2. März schoss der italienische Zerstörer Caio Duilio eine Rakete über dem Roten Meer ab. Die Rakete hatte sich bis auf etwa 6,4 km dem Zerstörer genähert, bevor sie abgeschossen wurde.
Am 4. März erklärte der Telekommunikationsminister der Huthi, Misfer Al-Numair, dass Schiffe, die in jemenitische Gewässer einfahren, eine Genehmigung der von den Huthi kontrollierten Behörde für maritime Angelegenheiten einholen müssten, um ihre Reise fortsetzen zu dürfen.
Am 9. März schoss die britische Fregatte HMS Richmond (F239) zwei unbemannte Luftfahrzeuge der Huthi mit CAMM-Lenkflugkörpern ab.
Am 21. März schoss die französische Fregatte Alsace (D656) mit Aster 30-Lenkflugkörper drei ballistische Raketen der Ansar Allah ab.

### Juni 2024
Am 12. Juni 2024 attackierten die Huthis den unter der Flagge Liberias laufenden Kohlefrachter Tutor (44.479 BRZ) mit Raketen und einer oder zwei (?) Überwasserdrohnen beziehungsweise mit Sprengstoff beladenen, ferngesteuerten Booten. Ein Besatzungsmitglied, das sich mutmaßlich im Maschinenraum des Schiffs befand, wird seitdem vermisst. Die restliche Besatzung wurde von der US-Marine abgeborgen. Am 15. Juni 2024 sank das schwer beschädigte und aufgegebene Schiff etwa 67 Seemeilen südwestlich von al-Hudaida. Es handelte sich hinsichtlich der Bruttoraumzahl um das bislang größte im Kontext der Krise im Roten Meer gesunkene Schiff.
Am 13. Juni 2024 wurde ferner der unter der Flagge Palaus fahrende Frachter Verbena (7.485 BRZ) von zwei Seezielflugkörpern der Huthi getroffen und schwer beschädigt. Das Schiff gehört einem ukrainischen Konsortium und wird von einer polnischen Firma gemanagt. Die Mannschaft wurde von dem Massengutfrachter Anna-Meta gerettet, nachdem es ihr nicht gelungen war, ein durch die Angriffe ausgelöstes Feuer einzudämmen. Ein schwer verletztes Besatzungsmitglied wurde von der Anna-Meta aus per Hubschrauber evakuiert und an Bord des niederländischen Versorgungsschiffes Karel Doorman notoperiert, welches sich dort im Rahmen der europäischen Operation Aspides aufhält. Der Verbleib des Schiffes ist bislang nicht zur Sicherheit geklärt, mit Stand vom 16. Juni 2024 trieb die aufgegebene Verbena etwa 30 Seemeilen nordöstlich von Dschibuti. Nach Angaben des United States Central Command befand sich die iranische Fregatte Jamaran etwa acht Seemeilen vom brennenden Havaristen entfernt, reagierte aber nicht auf dessen Notrufe.

### Oktober 2024
Nachdem im September 2024 Schiffe der United States Navy mit rund zwei Dutzend ballistischen Raketen und Drohnen beschossen wurden, griffen am 16. Oktober Bomber vom Typ B-2 „Spirit“ Ziele in Jemen an. Dabei wurden fünf verbunkerte Waffenlager der Ansar Allah (Houthi-Bewegung) in der Region von Sanaa und Saʿda bombardiert.

### November 2024
Am 9. November griffen auf dem Flugzeugträger USS Abraham Lincoln gestartete F-35 „Lightning II“ und EA-18 „Growler“ verschiedene Waffenlager der Ansar Allah (Houthi-Bewegung) in Jemen an.

### Juli 2025
Am 6. Juli 2025 griff die Huthi-Miliz den unter der Flagge Liberias fahrenden Massengutfrachter Magic Seas nach eigenen Angaben mit zwei unbemannten Booten, fünf ballistischen Raketen und Marschflugkörpern sowie drei Drohnen an. Sicherheitskräfte an Bord erwiderten das Feuer. Wasser drang in den Frachter ein. Die 19-köpfige Besatzung verließ das Schiff, das später sank. Ein vorbeifahrendes Schiff nahm die Besatzung auf.
Einen Tag später wurde der ebenfalls unter der Flagge Liberias fahrende Massengutfrachter Eternity C angegriffen. Bei dem Angriff kamen vier Seeleute ums Leben. Auch dieser Frachter sank.

## Unterstützung der Huthi

### Iranische Beteiligung
Laut iranischen Beamten, die mit Reuters sprachen, ist iranisches Personal im Jemen präsent und arbeitet mit militanten Hisbollah-Kämpfern zusammen. Zu ihren Aufgaben gehört es, die Angriffe der Huthi auf die Handelsschifffahrt zu leiten und zu überwachen. Die Beamten erklärten weiter, dass der Iran seit dem Ausbruch des Krieges zwischen Israel und der Hamas seine Lieferung von fortschrittlichen Drohnen, Anti-Schiffs-Marschflugkörpern, ballistischen Präzisionsraketen und Mittelstreckenraketen an die Huthis ausgeweitet hat.
Nach Angaben von US-Beamten, die mit Semafor sprachen, sind Kommandeure und Berater der iranischen Revolutionsgarden derzeit im Jemen stationiert und direkt an den Angriffen der Huthi auf den Handelsverkehr im Roten Meer beteiligt. Darüber hinaus haben die Revolutionsgarden auch Raketen- und Drohnentrainer und -bediener im Jemen stationiert. Die Quds-Truppe hat die Übergabe von Angriffsdrohnen, Marschflugkörpern und ballistischen Mittelstreckenraketen beaufsichtigt, die in den letzten Wochen bei den Angriffen auf Ziele am Roten Meer und in Israel eingesetzt wurden.
Nach Angaben westlicher Geheimdienstbeamter haben die iranischen Revolutionsgarden ein Schiff zur Informationsbeschaffung stationiert, um die Angriffe der Huthi auf Schiffe zu lenken, die Funkgeräte und Kennungen ausschalten. Nach Angaben des Institute for the Study of War handelt es sich dabei wahrscheinlich um die MV Behshad, die die Saviz ersetzt hatte (die zur Lieferung von Waffen und Informationen an die Huthis verwendet worden war, bis sie im April 2021 Opfer eines vermutlich israelischen Angriffs mit Haftminen wurde). Später lief auch die iranische Fregatte Alborz ins Rote Meer ein.

### Nordkoreanische Beteiligung
Voice of America berichtete, dass Nordkorea möglicherweise Waffen über den Iran an die Huthis geliefert hat, basierend auf Hangul-Schriften, die auf Huthi-Raketen gefunden wurden.

## Kriegsverbrechen
Die Huthis haben behauptet, dass sie Schiffe ins Visier nehmen würden, unabhängig davon, ob die Schiffe militärische Ziele enthielten, was laut Human Rights Watch (HRW) ein Kriegsverbrechen darstellen würde. Die HRW wies auch darauf hin, dass die Inhaftierung von gefangenen Besatzungsmitgliedern als Geiselnahme angesehen werden könnte, wenn sie festgehalten werden, um einen Dritten zu zwingen, eine Handlung zu tun oder zu unterlassen, die eine Bedingung für die Freilassung oder Sicherheit der Geisel ist. Geiselnahmen sind eine Verletzung des humanitären Völkerrechts und ein Kriegsverbrechen. In einer Erklärung von HRW wurden die Militanten aufgefordert, „ihre Angriffe auf Zivilisten zu beenden, die im Fadenkreuz ihres erklärten Krieges gegen Israel gefangen sind“.

## Auswirkungen

### Israel und Ägypten
Die Angriffe der Huthi haben sich auf die Schifffahrt nach Israel und den lokalen Handel ausgewirkt, wobei die kommerzielle Schifffahrt zum Hafen von Eilat fast vollständig eingestellt wurde. Stattdessen haben Handelsschiffe, die von Asien nach Israel kommen, sowie einige Handelsschiffe, die nicht für Israel bestimmt sind, begonnen, Afrika zu umfahren, was die Reise um etwa drei Wochen verlängert und gleichzeitig die Kosten erhöht. Bis zum 21. Dezember wurden mehr als 100 Containerschiffe umgeleitet, um Afrika zu umrunden, wobei jedes Schiff die Reisestrecke um etwa 6.000 Seemeilen verlängerte.
Eine weitere Auswirkung des Engagements der Huthi war, dass die Versicherungskosten für Handelsschiffe, die das Rote Meer durchqueren, gestiegen sind. Israelische Schiffe verzeichneten einen Anstieg von 250 %, und andere konnten keine Versicherung abschließen.
Während die Israelis mit Verzögerungen in der Lieferkette und Preiserhöhungen rechnen müssten, sind die Auswirkungen auf die ägyptische Wirtschaft schwerwiegender, da die Schifffahrt durch den Suezkanal fast 9,4 Milliarden Dollar zur ägyptischen Wirtschaft beiträgt, die unter einer Schuldenkrise leidet, die durch Handelsstörungen mit Israel aufgrund des Krieges in Gaza noch verschärft wird.

### Weltwirtschaft
Große Reedereien stellten aufgrund der Angriffe den Schiffsverkehr durch das Rote Meer ein, darunter MSC, Maersk CMA CGM, COSCO, Hapag-Lloyd und Evergreen Marine Corporation. Am 18. Dezember setzte auch der britische multinationale Öl- und Gaskonzern BP alle Lieferungen über das Rote Meer aus. Maersk, das einen Marktanteil von etwa 14,8 % auf dem globalen Containerschifffahrtsmarkt hält, kündigte am 25. Dezember 2023 an, dass es den Betrieb infolge der Operation Prosperity Guardian bald wieder aufnehmen werde. Am 30. Dezember hatte Maersk die Operationen im Roten Meer wieder aufgenommen, aber nach den Angriffen auf Maersk Guangzhou wieder eingestellt. Am 12. Januar kündigte Tesla an, dass es den größten Teil der Produktion in seiner Fabrik in Grünheide, seiner einzigen Fabrik in Europa, ab dem 29. Januar für zwei Wochen aussetzen werde, da es aufgrund von Problemen in der Lieferkette infolge der Huthi-Angriffe Probleme gebe. Volvo Cars kündigte außerdem an, die Produktion in seinem Werk in Gent ab der folgenden Woche für drei Tage einzustellen. Shell plc kündigte einen Stopp des „Transits“ durch das Rote Meer an.
Am 18. Dezember kündigte die Evergreen Marine Corporation an, dass sie ihren Import- und Exportdienst nach Israel aus Risiko- und Sicherheitsgründen aussetzen werde. COSCO, die viertgrößte Reederei, und ihre Containerschifffahrtstochter OOCL stellten Anfang Januar 2024 ebenfalls die Verbindungen nach Israel ein.
Am 21. Dezember sagte der Geschäftsführer des Hafens von Eilat, dass der Hafen seit den jemenitischen Angriffen auf die Schifffahrt im Roten Meer einen Rückgang der Aktivitäten um 85 % verzeichnet habe. Viele Schiffe nahmen stattdessen eine sicherere Route und umfuhren Afrika und das Kap der Guten Hoffnung obwohl diese Route zehn zusätzliche Tage in Anspruch nimmt, mehr Treibstoff verbraucht und mehr Besatzungszeit erfordert. Die Einstellung eines großen Handelsvolumens über das Rote Meer führte zu einem Rückgang der Nutzung des Suezkanals und war somit ein Schlag für die ägyptische Wirtschaft.
Eine beträchtliche Anzahl von Frachtern ist weiterhin unterwegs, wobei die meisten großen Containerschiffe eher umgeleitet werden als andere Schiffe, wobei die Meerenge weiterhin stark von Massengutfrachtern und Tankern genutzt wird, die unter anderen Vertragsvereinbarungen stehen, und oft aus Ländern, die die Situation in Gaza unterstützen und daher ein minimales Risiko durch die anhaltenden Huthi-Angriffe wahrnehmen. In der ersten Januarwoche 2024 umfasste die durchschnittliche Zahl der täglich im Roten Meer aktiven Frachter 105 Massengutfrachter und 58 Tanker, gegenüber 115 Massengutfrachtern und 70 Tankern in der Woche zuvor. Im Gegensatz dazu mieden sechs der zehn größten Containerreedereien das Rote Meer weitergehend wobei ab dem 18. Dezember 2023 relativ wenige Containerschiffe die Meerenge von Bab al-Mandeb passierten.
Nachdem die China Ocean Shipping Company, die viertgrößte Reederei, und ihre Containerschifffahrtstochter OOCL alle Dienste nach Israel eingestellt hatten, sagte ein hochrangiger Huthi-Beamter im Januar 2024, dass chinesische und russische Schiffe, die nicht mit Israel verbunden sind, eine sichere Passage haben werden.
Ab Januar 2024 verlangen die meisten Seeversicherer eine Garantie, dass keine israelische Beteiligung besteht, um Schiffe für die Route des Roten Meeres zu versichern, wobei einige Garantien verlangen, dass keine US-amerikanischen oder britischen Interessen bestehen und in den letzten 12 Monaten keine israelischen Häfen angelaufen wurden.
Katar hat Tanker mit Flüssigerdgas durch die Straße von Bab al-Mandeb gestoppt, nachdem US-geführte Luftangriffe auf Huthi-Ziele im Jemen die Risiken in der Meerenge erhöht hatten. In Anbetracht der Tatsache, dass Katar Europas zweitgrößter LNG-Lieferant ist, hat die langfristige Aussetzung der Exporte zu Beginn der Wintersaison in Europa Besorgnis ausgelöst.
Am 16. Januar setzte der britische multinationale Öl- und Gaskonzern Shell wegen Angriffen auf Handelsschiffe alle Lieferungen ins Rote Meer auf unbestimmte Zeit aus. Einige Schiffe, die durch das Rote Meer fuhren, begannen auf ihrem automatischen Identifizierungssystem „Kein Kontakt Israel“ zu senden, als Reaktion auf eine Anfrage der Huthi an Schiffe ohne Verbindungen zu Israel.
Die Angriffe der Huthi haben Lieferungen mit lebenswichtigen Hilfsgütern für den Sudan aufgehalten und die Arbeit humanitärer Organisationen in dem Land verteuert, das Schauplatz eines anhaltenden bewaffneten Konflikts ist, der Millionen von Menschen von einer Hungersnot bedroht hat. Der sudanesische Direktor des International Rescue Committee, Eatizaz Yousif, sagte, dass die Angriffe dazu führten, dass Sendungen, die normalerweise ein oder zwei Wochen brauchen, Monate brauchten, um das Land zu erreichen, da Schiffe mit Hilfsgütern auf dem Weg nach Port Sudan gezwungen waren, Afrika zu umfahren, das Mittelmeer zu durchqueren und dann über den Suezkanal in das Rote Meer einzufahren, um ihr Ziel zu erreichen.
Bis Februar 2024 waren mehr als die Hälfte der Exportunternehmen des Vereinigten Königreichs von Unterbrechungen der Schifffahrt im Roten Meer betroffen, wobei die befragten Unternehmen berichteten, dass die Kosten für die Anmietung von Containern um 300 % gestiegen sind. Die Unternehmen erklärten damals, dass die Krise auch zu Liquiditätsschwierigkeiten und Engpässen bei Bauteilen an den Produktionslinien geführt habe.

## Reaktionen

### Israel und Ägypten
In einer Rede auf einer Industrieausstellung nach dem Vorfall vom 27. Oktober forderte der ägyptische Präsident Abdel Fattah al-Sisi alle Parteien im Krieg zwischen Israel und der Hamas auf, die Souveränität Ägyptens zu respektieren, und betonte, dass die ägyptische Armee in der Lage sei, das Land im Falle weiterer Angriffe zu schützen.
Anfang Dezember 2023 forderte Israel die westlichen Verbündeten auf, auf die Bedrohung der Seeschifffahrt durch die Huthis zu reagieren. Der israelische Nationale Sicherheitsberater Zachi Ha-Negbi sagte, wenn die Drohungen anhielten, „werden wir handeln, um diese Blockade zu beseitigen“. Berichten zufolge erklärte sich der Südliche Übergangsrat im Dezember 2023 bereit, mit Israel im Kampf gegen die Huthis zusammenzuarbeiten. Al-Islah drückte jedoch ihre Unterstützung für die Reaktion der Huthi auf den Krieg zwischen Israel und der Hamas aus, obwohl sie das Vorgehen der Huthi im jemenitischen Bürgerkrieg ablehnte.

#### Reaktionen der Huthi
Am 25. Januar 2024 erklärte Abdul-Malik al-Houthi: „Unser Kampf zielt darauf ab, das palästinensische Volk zu unterstützen, und hat keine anderen Ziele“, und sagte, dass die Operationen der Huthi eingestellt würden, sobald Lebensmittel und Medikamente den gesamten Gazastreifen erreicht hätten. Am 30. Januar erklärte der Huthi-Kommandeur Mohamed al-Atifi: „Wir sind auf eine langfristige Konfrontation mit den Kräften der Tyrannei vorbereitet.“ Ein Sprecher der Huthi erklärte am 4. Februar 2024: „Als die Welt über die Blutigkeit dessen, was gegen das palästinensische Volk geschah, alarmiert wurde, schämte sich Washington nicht, den Völkermord zu leugnen. Jeder, der dazu in der Lage ist, kann leicht die Verbindung zwischen dem, was im Roten Meer und in Gaza geschieht, leugnen.“

### Operation Prosperity Guardian: US-geführte Militärkoalition
Die US-Marine hat zwar Raketen und Raketen der Huthi im Roten Meer abgeschossen, aber keine Vergeltung gegen diejenigen, die sie abgefeuert haben. Im Dezember 2023 kündigten die USA nach Gesprächen mit Verbündeten die Schaffung einer multilateralen Marine-Einsatzgruppe zur Schutzeskorte für Handelsschiffe in der Meerenge von Bab-el-Mandeb und in der Region des Golfs von Aden an. Die Operation mit dem Codenamen Operation Prosperity Guardian wurde am 23. Dezember 2023 offiziell eingeleitet. Es ähnelt früheren Operationen zum Schutz von Handelsschiffen vor Angriffen, einschließlich im Persischen Golf und in der Straße von Hormus während des „Tankerkriegs“ der 1980er Jahre, und den laufenden maritimen Sicherheitsoperationen der Combined Task Force 153, der von der US-Marine geführten Task Force mit Sitz in Bahrain. Die Operation wurde auch mit der erfolgreichen multilateralen Marinekampagne ein Jahrzehnt zuvor zur Bekämpfung somalischer Piraten vor dem Horn von Afrika verglichen, obwohl die Huthis im Gegensatz zu den somalischen Piraten iranische Unterstützung und bessere Ausrüstung und Technologie wie Hubschrauber, Drohnen, Raketen und Schnellboote genießen.

#### Unabhängige Marinepatrouillen für die maritime Sicherheit
Frankreich, Italien und Indien haben unabhängig voneinander Marineeinheiten in die Region entsandt, wobei die französische Fregatte Languedoc Drohnen abfängt, die von einem von den Huthi kontrollierten Hafen gestartet werden, während Italien die Fregatte Virginio Fasan im Rahmen der Operation „Sicheres Mittelmeer“ entsandt hat. Indien hat auch zwei Zerstörer der Kalkutta-Klasse entsandt, um die maritime Sicherheit im Roten Meer zu verstärken.

### Pro-palästinensische Proteste
Mitte Januar 2024 wurde berichtet, dass pro-palästinensische Demonstranten in London ihre Unterstützung für die Huthi-Milizen zum Ausdruck brachten. Dies geschah kurz nachdem Großbritannien und die USA als Reaktion auf die Angriffe der Gruppe auf Schiffe Angriffe auf Ziele der Huthi begonnen hatten. Einige Demonstranten skandierten Slogans wie: „Jemen, Jemen, mach uns stolz, dreh ein weiteres Schiff um“, während andere Schilder Botschaften wie „Hände weg vom Jemen“, „Danke Jemen“ und „UK+US will Krieg. Der Jemen unterstützt Palästina. Gaza will leben“ zeigten.